# Balashovsky (huyện)
Huyện Balashovsky (tiếng Nga: ? райо́н) là một huyện hành chính tự quản (raion), của Tỉnh Saratov, Nga. Huyện có diện tích 2890 kilômét vuông. Trung tâm của huyện đóng ở Balashov.